# Mouhamet Diouf
Mouhamet Rassoul Diouf (Dakar, 10 settembre 2001) è un cestista senegalese con cittadinanza italiana, che gioca come ala grande o centro nella Virtus Bologna e nella nazionale italiana.

## Carriera

### Club
Nato a Dakar, capitale del Senegal, ma cresciuto a Sant'Ilario d'Enza, in provincia di Reggio Emilia, Diouf inizia a giocare nella squadra del paese per poi approdare nel settore giovanile della Pall. Reggiana nel 2016.
Dopo aver debuttato fra i professionisti nella stagione 2018-2019, nell'agosto del 2019 firma il proprio contratto da professionista con la squadra biancorossa, venendo quindi aggregato alla prima squadra.
Lungo la stagione 2022-2023, colleziona 14 minuti, 6 punti e 3,2 rimbalzi di media in campionato con Reggio Emilia.
Il 6 luglio 2023, Diouf viene ufficialmente ingaggiato dal Breogán, squadra della Liga ACB spagnola, in vista della stagione 2023-2024. Nel 2024 torna in Italia, alla Virtus Segafredo Bologna, con la quale vince lo Scudetto.
Il 30 giugno 2025 viene annunciato che parteciperà alla NBA Summer League con i San Antonio Spurs.

### Nazionale
Nell'agosto del 2023, viene incluso dal commissario tecnico della nazionale italiana, Gianmarco Pozzecco, nella rosa partecipante ai Mondiale maschili di pallacanestro in Giappone, Filippine e Indonesia, in cui gli azzurri concludono all'ottavo posto in seguito alle gare di piazzamento.

## Statistiche

### Eurolega
| Anno      | Squadra        | PG | PT | MP   | TC%  | 3P% | TL%  | RP  | AP  | PRP | SP  | PP  |
| --------- | -------------- | -- | -- | ---- | ---- | --- | ---- | --- | --- | --- | --- | --- |
| 2024-2025 | Virtus Bologna | 31 | 10 | 15,9 | 60,0 | -   | 70,1 | 3,1 | 0,4 | 0,6 | 0,4 | 6,2 |
| Carriera  | Carriera       | 31 | 10 | 15,9 | 60,0 | -   | 70,1 | 3,1 | 0,4 | 0,6 | 0,4 | 6,2 |

### Cronologia presenze e punti in Nazionale
| Cronologia completa delle presenze e dei punti in Nazionale - Italia | Cronologia completa delle presenze e dei punti in Nazionale - Italia | Cronologia completa delle presenze e dei punti in Nazionale - Italia | Cronologia completa delle presenze e dei punti in Nazionale - Italia | Cronologia completa delle presenze e dei punti in Nazionale - Italia | Cronologia completa delle presenze e dei punti in Nazionale - Italia | Cronologia completa delle presenze e dei punti in Nazionale - Italia | Cronologia completa delle presenze e dei punti in Nazionale - Italia |
| Data                                                                 | Città                                                                | In casa                                                              | Risultato                                                            | Ospiti                                                               | Competizione                                                         | Punti                                                                | Note                                                                 |
| -------------------------------------------------------------------- | -------------------------------------------------------------------- | -------------------------------------------------------------------- | -------------------------------------------------------------------- | -------------------------------------------------------------------- | -------------------------------------------------------------------- | -------------------------------------------------------------------- | -------------------------------------------------------------------- |
| 18/06/2021                                                           | Amburgo                                                              | Italia                                                               | 82 - 56                                                              | Tunisia                                                              | Torneo amichevole                                                    | 1                                                                    | [ 10 ]                                                               |
| 19/06/2021                                                           | Amburgo                                                              | Italia                                                               | 83 - 71                                                              | Rep. Ceca                                                            | Torneo amichevole                                                    | 6                                                                    | [ 11 ]                                                               |
| 20/06/2021                                                           | Amburgo                                                              | Germania                                                             | 91 - 79                                                              | Italia                                                               | Torneo amichevole                                                    | 9                                                                    | [ 12 ]                                                               |
| 26/11/2021                                                           | San Pietroburgo                                                      | Russia                                                               | 92 - 78                                                              | Italia                                                               | Qual. Mondiali 2023                                                  | 2                                                                    | [ 13 ]                                                               |
| 29/11/2021                                                           | Milano                                                               | Italia                                                               | 75 - 73                                                              | Paesi Bassi                                                          | Qual. Mondiali 2023                                                  | 4                                                                    | [ 14 ]                                                               |
| 26/02/2023                                                           | Cáceres                                                              | Spagna                                                               | 68 - 72                                                              | Italia                                                               | Qual. Mondiali 2023                                                  | 2                                                                    | [ 15 ]                                                               |
| 04/08/2023                                                           | Trento                                                               | Italia                                                               | 90 - 89 dts                                                          | Turchia                                                              | Torneo amichevole                                                    | 5                                                                    | [ 16 ]                                                               |
| 05/08/2023                                                           | Trento                                                               | Italia                                                               | 79 - 61                                                              | Cina                                                                 | Torneo amichevole                                                    | 12                                                                   | [ 17 ]                                                               |
| 09/08/2023                                                           | Atene                                                                | Italia                                                               | 89 - 88                                                              | Serbia                                                               | Torneo Acropolis 2023                                                | 5                                                                    | [ 18 ]                                                               |
| 10/08/2023                                                           | Atene                                                                | Grecia                                                               | 70 - 74                                                              | Italia                                                               | Torneo Acropolis 2023                                                | 2                                                                    | [ 19 ]                                                               |
| 13/08/2023                                                           | Ravenna                                                              | Italia                                                               | 98 - 65                                                              | Porto Rico                                                           | Amichevole                                                           | 9                                                                    | [ 20 ]                                                               |
| 20/08/2023                                                           | Shenzhen                                                             | Italia                                                               | 93 - 87                                                              | Brasile                                                              | Torneo amichevole                                                    | 0                                                                    | [ 21 ]                                                               |
| 21/08/2023                                                           | Shenzhen                                                             | Italia                                                               | 88 - 81                                                              | Nuova Zelanda                                                        | Torneo amichevole                                                    | 6                                                                    | [ 22 ]                                                               |
| 25/08/2023                                                           | Santa Maria                                                          | Angola                                                               | 67 - 81                                                              | Italia                                                               | Mondiali 2023 - 1ª fase a gironi                                     | 0                                                                    | [ 23 ]                                                               |
| 27/08/2023                                                           | Quezon City                                                          | Italia                                                               | 82 - 87                                                              | Rep. Dominicana                                                      | Mondiali 2023 - 1ª fase a gironi                                     | 0                                                                    | [ 24 ]                                                               |
| 29/08/2023                                                           | Quezon City                                                          | Filippine                                                            | 83 - 90                                                              | Italia                                                               | Mondiali 2023 - 1ª fase a gironi                                     | 0                                                                    | [ 25 ]                                                               |
| 01/09/2023                                                           | Quezon City                                                          | Serbia                                                               | 76 - 78                                                              | Italia                                                               | Mondiali 2023 - 2ª fase a gironi                                     | 0                                                                    | [ 26 ]                                                               |
| 03/09/2023                                                           | Quezon City                                                          | Italia                                                               | 73 - 57                                                              | Porto Rico                                                           | Mondiali 2023 - 2ª fase a gironi                                     | 0                                                                    | [ 27 ]                                                               |
| 05/09/2023                                                           | Pasay                                                                | Italia                                                               | 63 - 100                                                             | Stati Uniti                                                          | Mondiali 2023 - Quarti                                               | 4                                                                    | [ 28 ]                                                               |
| 07/09/2023                                                           | Pasay                                                                | Italia                                                               | 82 - 87                                                              | Lettonia                                                             | Mondiali 2023 - Semifinale 5º-8º posto                               | 1                                                                    | [ 29 ]                                                               |
| 09/09/2023                                                           | Pasay                                                                | Italia                                                               | 85 - 89                                                              | Slovenia                                                             | Mondiali 2023 - Finale 7º-8º posto                                   | 0                                                                    | [ 30 ]                                                               |
| 20/02/2025                                                           | Istanbul                                                             | Turchia                                                              | 67 - 80                                                              | Italia                                                               | Qual. Euro 2025                                                      | 8                                                                    | [ 31 ]                                                               |
| 23/02/2025                                                           | Reggio Calabria                                                      | Italia                                                               | 67 - 71                                                              | Ungheria                                                             | Qual. Euro 2025                                                      | 11                                                                   | [ 32 ]                                                               |
| 02/08/2025                                                           | Trento                                                               | Italia                                                               | 87 - 61                                                              | Islanda                                                              | Torneo amichevole                                                    | 10                                                                   | [ 33 ]                                                               |
| 03/08/2025                                                           | Trento                                                               | Italia                                                               | 80 - 56                                                              | Senegal                                                              | Torneo amichevole                                                    | 17                                                                   | [ 34 ]                                                               |
| 09/08/2025                                                           | Trieste                                                              | Italia                                                               | 91 - 75                                                              | Lettonia                                                             | Amichevole                                                           | 2                                                                    | [ 35 ]                                                               |
| 14/08/2025                                                           | Bologna                                                              | Italia                                                               | 84 - 72                                                              | Argentina                                                            | Amichevole                                                           | 10                                                                   | [ 36 ]                                                               |
| Totale                                                               |                                                                      | Presenze                                                             | 27                                                                   |                                                                      | Punti                                                                | 126                                                                  |                                                                      |

## Palmarès
- Campionato italiano: 1

Virtus Bologna: 2024-25